# 나오토 인티 레이미
나오토 인티 레이미(일본어: ナオト・インティライミ, NAOTO INTI RAYMI, 1979년 8월 15일~)은 일본의 뮤지션이다. 미에현에서 태어나 지바현 노다시에서 자랐다. 보통 なおと (나오토)명의로 활동하며 中村 直人 (나카무라 나오토)라는 명의로도 활동하기도 한다.